# La terra dei figli
La terra dei figli è un romanzo grafico pubblicato dall'autore italiano Gian Alfonso Pacinotti, in arte Gipi, nel 2016.
Nel 2017 è stato stampato in Francia da Futuropolis con il titolo La Terre des fils. L'opera ha ricevuto ottime recensioni da parte della critica, soprattutto in Francia dove ha vinto numerosi premi, tra cui il premio al miglior fumetto di fantascienza al festival fantascientifico Utopiales (2017) e il Grand prix de la critique al festival internazionale di Angoulême (2018).
Nel maggio 2019 è stata annunciata l'acquisizione dei diritti da parte della Indigo Film per la realizzazione di un adattamento cinematografico, la cui direzione è affidata a Claudio Cupellini. Il film è stato distribuito nelle sale il 1º luglio 2021.

## Edizioni
- Gipi, La terra dei figli, Bologna, Coconino Press-Fandango, 2016, ISBN 9788876183256.
- Gipi, La Terre des fils, traduzione di Hélène Dauniol-Remaud, Parigi, Futuropolis, 2017, ISBN 978-2-7548-2252-7.
- Gipi, La terra dei figli, collana Gipi n. 1, Roma, Repubblica-L'Espresso, 2018.
- Gipi, La terra dei figli, Coconino Press, 2021, ISBN 9788876185465.